# 普斯托梅特區

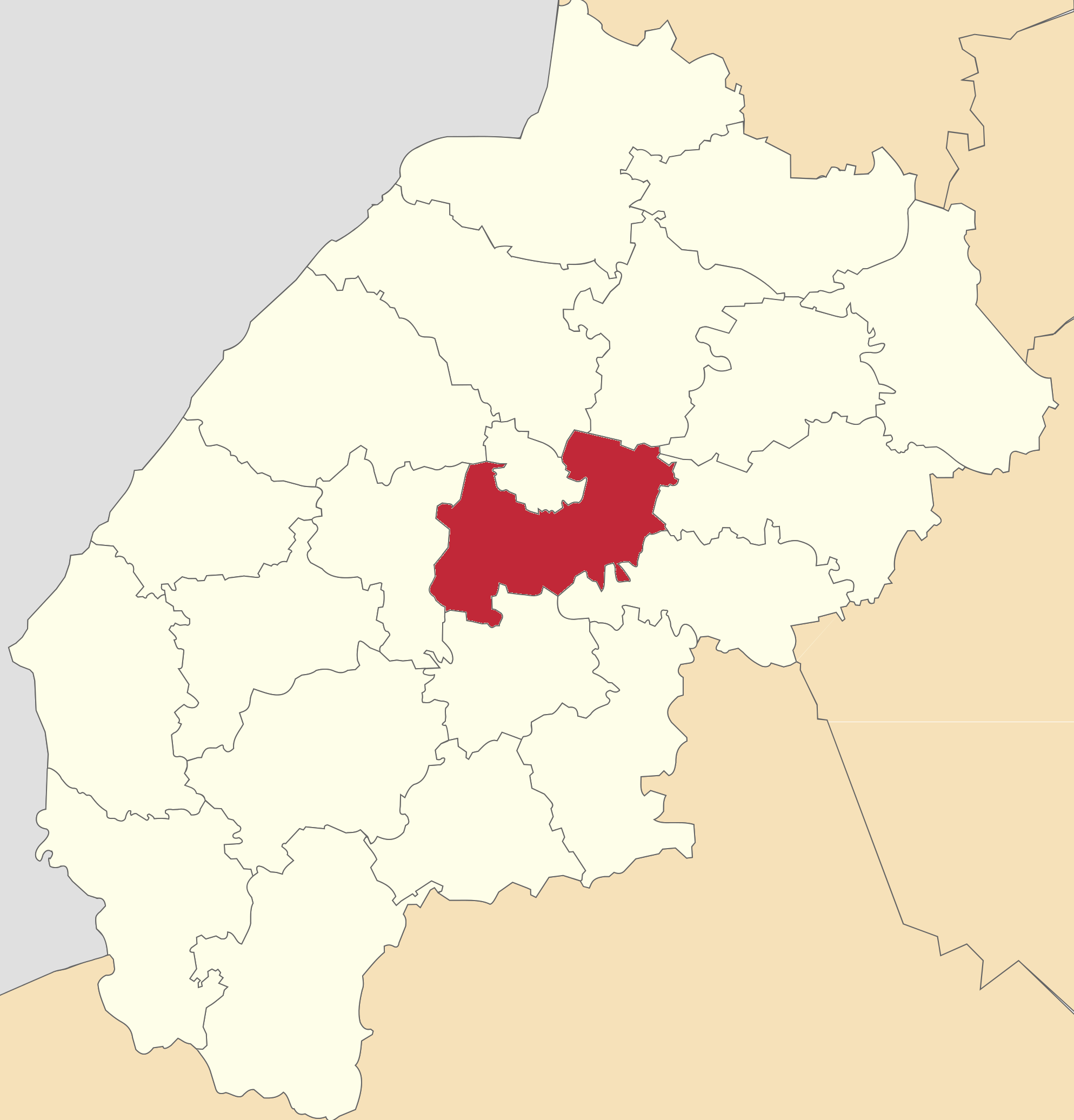

普斯托梅特區（烏克蘭語：Пустомитівський район）曾是烏克蘭的一個區，位於該國西部，由利沃夫州負責管轄，首府設於普斯托梅特，面積953平方公里，2015年人口115,452，人口密度每平方公里121.1人。
由於烏克蘭行政區劃改革中將利沃夫州的區份減少至7個，全區已於2020年7月18日併入至利沃夫区而裁撤。